# Szymon Methal

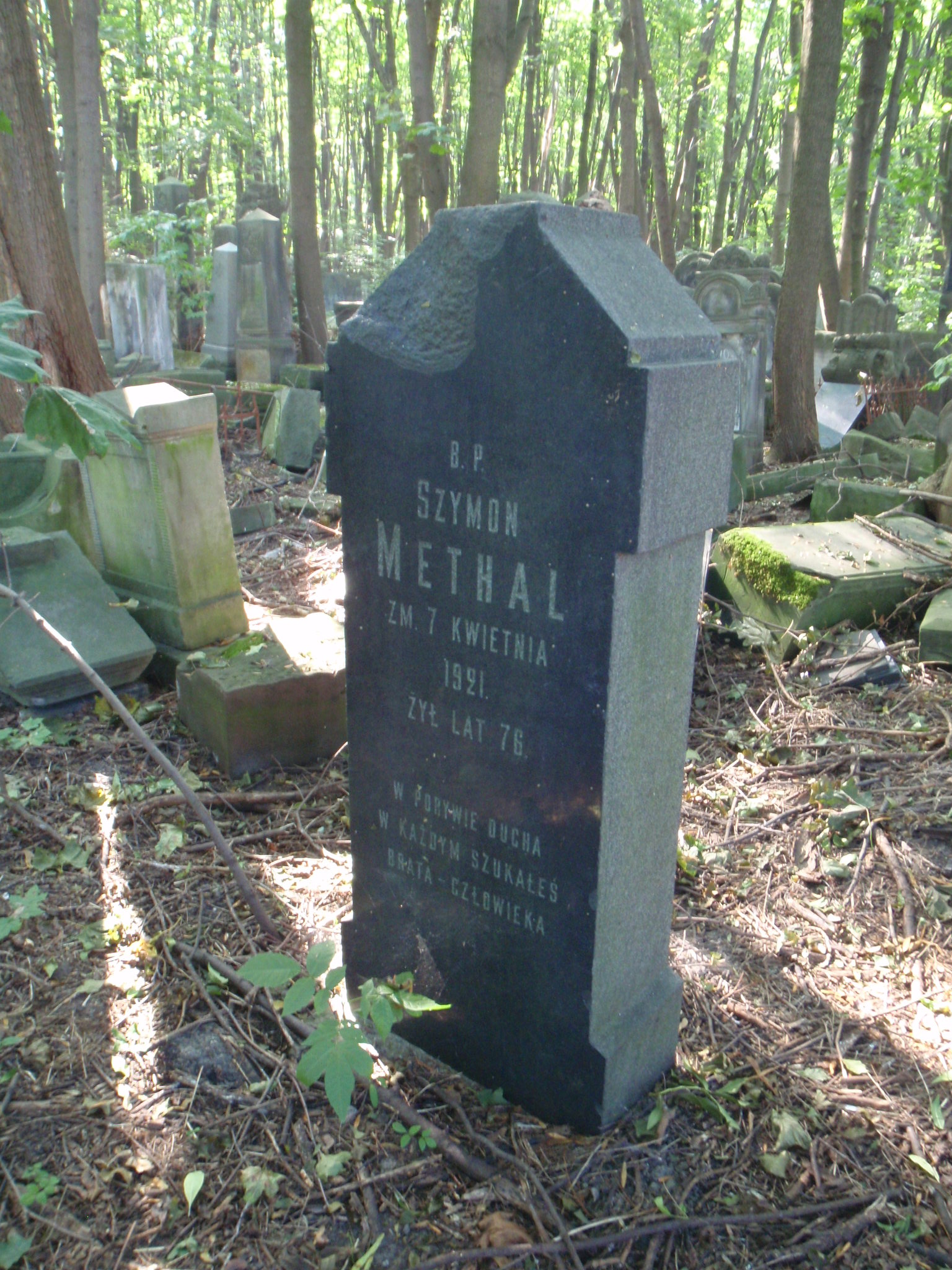
Grób Szymona Methala na cmentarzu żydowskim w Warszawie

Szymon Methal (ur. 1845, zm. 7 kwietnia 1921 w Warszawie) – polski szachista i kompozytor szachowy żydowskiego pochodzenia, działacz Warszawskiego Towarzystwa Zwolenników Gry Szachowej.

## Życiorys
Ukończył naukę w Szkole Głównej w Warszawie, pracował w handlu; działał w środowisku zawodowym, dochodząc do funkcji prezesa Związku Subiektów Handlowych.
W maju 1868 miał miejsce debiut Methala w turnieju szachowym; w pierwszych mistrzostwach Warszawy uplasował się wówczas wśród 23 zawodników poza pierwszą czwórką (brak jest bliższych danych co do jego lokaty). W latach 80. znalazł się w ekipie Warszawy na mecz korespondencyjny z Moskwą, organizowany przez Szymona Winawera i Jana Kleczyńskiego, przyczyniając się do sukcesu swojego zespołu — Warszawa wygrała w stosunku 1½ : ½. Latem 1882 Methal miał okazję zagrać — i wygrać — z goszczącym w Warszawie wybitnym szachistą rosyjskim Michaiłem Czigorinem. Nieco gorzej szło mu w pojedynkach z lokalnymi rywalami młodszego pokolenia; w 1883 uległ Józefowi Żabińskiemu, w 1895 Arturowi Popławskiemu.
Od połowy lat 90. XIX wieku wycofywał się stopniowo z aktywności turniejowej. Bardziej aktywny był na polu organizacyjnym, uczestnicząc m.in. w posiedzeniach grupy działaczy, która zainicjowała w 1897 działalność Warszawskiego Towarzystwa Zwolenników Gry Szachowej. Methal pełnił w Towarzystwie szereg funkcji, będąc arbitrem turniejów, arbitrem konkursów kompozycji szachowej, wreszcie w latach 1901–1905 bibliotekarzem klubu. Poza pracą w Towarzystwie Methal rozwijał też swoje zainteresowania kompozycją szachową, zapoczątkowane już w 1862 publikacją na łamach „Tygodnika Ilustrowanego”. Uwieńczeniem niemal półwiecznej twórczości w tej dziedzinie była I nagroda w prestiżowym konkursie „Wiener Schachzeitung”, która przypadła Methalowi w 1907, a którą otrzymał za zadanie związane z samomatem. Specjalnością warszawskiego subiekta, publikującego też pod pseudonimem S. Płoński, były trzychodówki.
Methal był także uczestnikiem popularnej formy życia szachowego XIX-wiecznej Warszawy — towarzyskich partii kawiarnianych na umówione stawki i zakłady. Rozgrywał ponadto partie pokazowe i konsultacyjne, a na przełomie 1901 i 1902 wspólnie z Szymonem Winawerem i Józefem Żabińskim wziął udział w meczu korespondencyjnym Warszawa-Praga. Spotkanie to zakończyło się remisem.
Szymon Methal pochowany jest na cmentarzu żydowskim przy ulicy Okopowej w Warszawie.